# Winkel (Haut-Rhin)
Winkel ist eine französische Gemeinde mit 291 Einwohnern (Stand 1. Januar 2022) im Département Haut-Rhin in der Region Grand Est (bis 2015 Elsass). Sie gehört zum Gemeindeverband Sundgau.

## Geografie
Die Gemeinde Winkel im Sundgau im Süden des Elsasses liegt am Fuß des Glaserberges. Im Gemeindegebiet entspringt die Ill, der längste Rhein-Nebenfluss im Elsass.

## Geschichte
Von 1871 bis zum Ende des Ersten Weltkrieges gehörte Winkel als Teil des Reichslandes Elsaß-Lothringen zum Deutschen Reich und war dem Kreis Altkirch im Bezirk Oberelsaß zugeordnet.
| Jahr      | 1910 | 1962 | 1968 | 1975 | 1982 | 1990 | 1999 | 2006 | 2018 |
| Einwohner | 464  | 385  | 361  | 331  | 323  | 331  | 334  | 382  | 302  |

## Sehenswürdigkeiten
- Laurentiuskirche
- Warthkapelle (Chapelle de Warth)
- Illquelle

Siehe auch Liste der Monuments historiques in Winkel

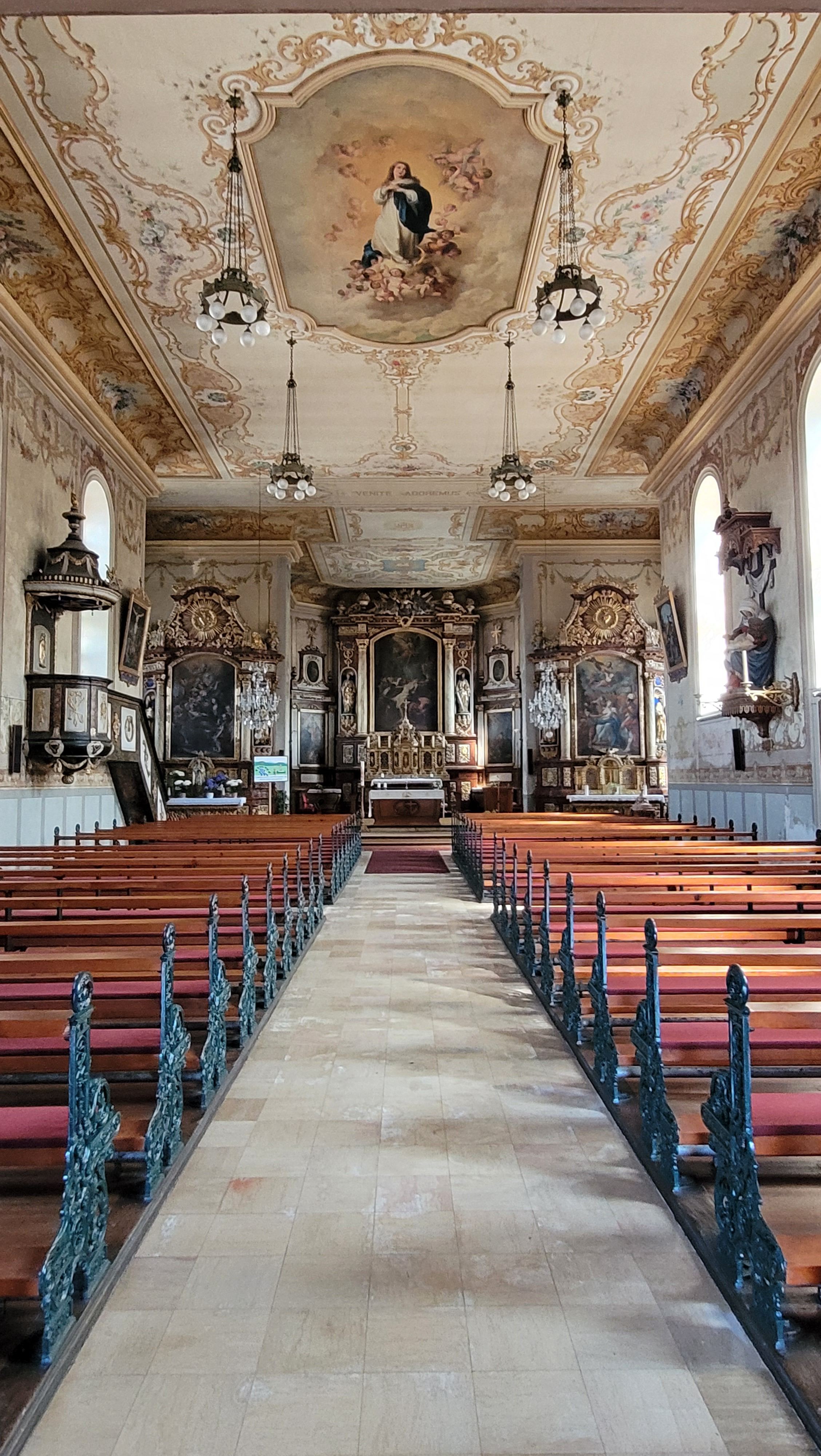
Laurentiuskirche, Barocker Innenraum
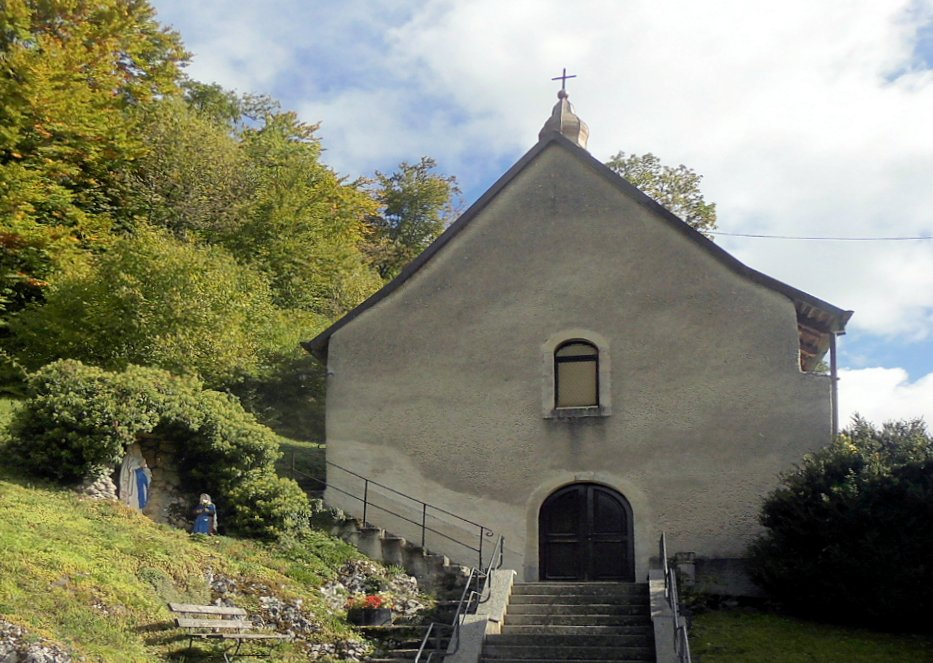
Warthkapelle
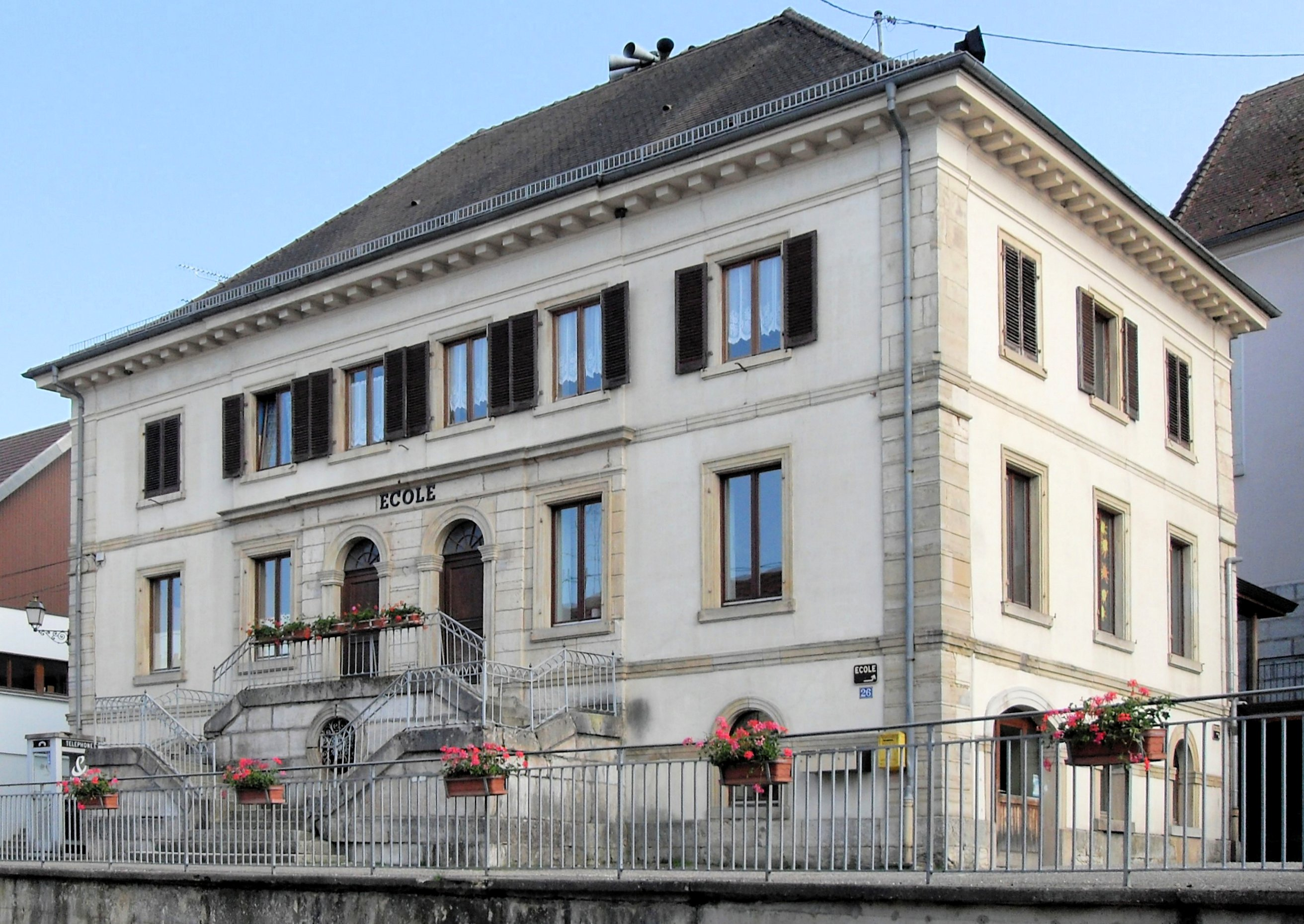
Schule